# Simone Inzaghi
Simone Inzaghi (Piacenza, 5 april 1976) is een Italiaans voetbaltrainer en voormalig profvoetballer die doorgaans als aanvaller speelde. Hij is de jongere broer van voormalig profvoetballer Filippo Inzaghi.
Inzaghi kwam als speler behalve voor verschillende clubs tevens drie keer uit voor het Italiaans voetbalelftal. Na zijn spelerscarrière werd Inzaghi trainer. In 2016 werd hij aangesteld als hoofdtrainer bij Lazio, waarmee hij de Coppa Italia in 2019 en de Supercoppa in 2017 en 2019 won. In 2021 maakte hij de overstap naar Internazionale, dat hij vervolgens leidde naar de Italiaanse landstitel in 2024. Ook won hij met die club twee keer de Coppa Italia, drie keer de Supercoppa en bereikte hij in 2023 en 2025 de finale van de UEFA Champions League. In 2025 werd hij hoofdtrainer van Al-Hilal.

## Voetballoopbaan
Simone Inzaghi maakte in het seizoen 1998/99 zijn debuut in de Serie A in het shirt van Piacenza Calcio. Dat seizoen maakte hij vijftien doelpunten in dertig wedstrijden, wat hem een transfer naar SS Lazio opleverde. In het seizoen 1999/00 won Inzaghi met Lazio het Italiaanse landskampioenschap. Hij werd onderdeel van een selecte groep spelers die vier keer scoorde in een UEFA Champions League-wedstrijd. Dit deed hij op 14 maart 2000 tegen Olympique Marseille. In deze wedstrijd miste hij overigens nog een penalty.

## Trainersloopbaan

### Lazio
Na zijn actieve voetballoopbaan stapte Inzaghi het trainersvak in. Vanaf 2010 werkte hij in de jeugdopleiding van Lazio. Hij trad op 4 april 2016 aan als interim-trainer van het eerste elftal van die club na het ontslag van Stefano Pioli. In zijn eerste wedstrijd als trainer in het profvoetbal won Lazio met 0–3 van Palermo FC. Lazio kon zich dat seizoen echter niet meer kwalificeren voor het Europees clubvoetbal, met een achtste plek in de Serie A. Na zijn interimperiode zou Inzaghi als trainer bij Lazio vervangen worden door Marcelo Bielsa, maar hij werd opnieuw aangesteld als trainer nadat de Argentijn twee dagen na zijn presentatie de club verliet. In Inzaghi's eerste volledige seizoen als trainer eindigde Lazio op de vijfde plek met 70 punten, zijn hoogste puntenaantal in de competitie sinds het kampioenschap van 2000. Bovendien bereikte het de bekerfinale, waarin het met 2–0 verloor van Juventus FC. Op 7 juni 2017 ondertekende Inzaghi een nieuw, driejarig contract bij Lazio.
Op 13 augustus 2017 won Inzaghi met Lazio de Supercoppa door Juventus FC met 3–2 te verslaan. Hij won op 14 september 2017 voor het eerst als trainer een wedstrijd in het Europees clubvoetbal, met 3–2 tegen Vitesse in de UEFA Europa League. In het seizoen 2017/18 behaalde Lazio 72 punten in de competitie, opnieuw zijn beste puntenaantal sinds 2000. Doordat in de laatste drie speelronden twee keer werd gelijkgespeeld en werd verloren tegen directe concurrent Internazionale, liep Lazio met wederom de vijfde plek echter deelname aan de UEFA Champions League mis. In de UEFA Europa League werd Lazio in de kwartfinales uitgeschakeld door Red Bull Salzburg. In het seizoen 2018/19 eindigde Lazio als achtste in de Serie A en werd het uitgeschakeld door Sevilla FC in de zestiende finales van de UEFA Europa League, maar won het met de Coppa Italia. In de bekerfinale op 15 mei 2019 werd Atalanta Bergamo met 0–2 verslagen.
Inzaghi won op 22 december 2019 zijn derde prijs met Lazio en voor de tweede keer de Supercoppa. Er werd met 1–3 gewonnen van Juventus FC. Terwijl het in de UEFA Europa League in de groepsfase werd uitgeschakeld, deed Lazio in de competitie dat seizoen lang mee om de titel, mede omdat het voor het eerst in de clubgeschiedenis elf competitieduels op rij won, tussen oktober en januari. De club moest het uiteindelijk doen met de vierde plek, waarmee het zich wel voor het eerst in dertien jaar kwalificeerde voor het hoofdtoernooi van de UEFA Champions League. Het daaropvolgende seizoen bereikte Lazio de achtste finales van dat toernooi, waarin het werd uitgeschakeld door bekerhouder Bayern München. In de competitie eindigde Lazio als zesde. Op 27 mei 2021 werd bekend dat Inzaghi had besloten de club te verlaten.

### Internazionale
Inzaghi werd op 3 juni 2021 aangesteld als hoofdtrainer bij de Italiaanse landskampioen Internazionale, dat vanwege bezuinigingen afscheid had genomen van Antonio Conte. Zijn eerste wedstrijd met I Nerazzurri eindigde in een 4–0 competitiezege op Genoa CFC. Internazionale won in Inzaghi's eerste seizoen tweemaal een prijs door na een verlenging te winnen van Juventus FC: de Supercoppa op 12 januari 2022 en de Coppa Italia op 11 mei 2022. In de competitie eindigde Internazionale als tweede, met twee punten achterstand op stadsgenoot AC Milan. In de UEFA Champions League bereikte Internazionale voor het eerst in tien jaar de achtste finales, waarin het werd uitgeschakeld door Liverpool FC. In het seizoen 2022/23 eindigde Internazionale als derde in de competitie en won het opnieuw de Supercoppa, door op 18 januari 2023 met 0–3 van AC Milan te winnen, en de Coppa Italia, door de finale op 24 mei 2023 met 1–2 te winnen van ACF Fiorentina. In de UEFA Champions League bereikte het voor de zesde keer in zijn clubgeschiedenis de finale. Die ging op 10 juni 2023 met 1–0 verloren tegen Manchester City.
Inzaghi ondertekende op 5 september 2023 een nieuw, tweejarig contract bij Internazionale. Voor zijn prestaties tussen december 2022 en augustus 2023 werd hij gekozen als finalist voor de titel The Best FIFA Men's Coach, die uiteindelijk werd gewonnen door Pep Guardiola. Op 22 januari 2024 won Internazionale voor het derde jaar op rij de Supercoppa, tegen SSC Napoli. In de UEFA Champions League werd de club dat seizoen in de achtste finales op strafschoppen uitgeschakeld door Atlético Madrid. Aan het eind van het seizoen won Inzaghi met Internazionale de Italiaanse landstitel. Zelf werd hij benoemd tot Trainer van het Seizoen in de Serie A. In het seizoen 2024/25 leidde hij Internazionale voor de tweede keer naar de UEFA Champions Leaguefinale, met Paris Saint-Germain als tegenstander. Deze finale ging echter met 5–0 verloren.

### Al-Hilal
Inzaghi ondertekende op 4 juni 2025 een tweejarig contract als hoofdtrainer bij Al-Hilal.

## Clubstatistieken
| Seizoen   | Club                      | Land            | Competitie | Wedstrijden | Doelpunten |
| --------- | ------------------------- | --------------- | ---------- | ----------- | ---------- |
| 1994/1995 | Piacenza                  | Vlag van Italië | Serie A    | 0           | 0          |
| 1994/1995 | → Carpi (huur)            | Vlag van Italië | Serie C1   | 9           | 1          |
| 1995/1996 | → Novara (huur)           | Vlag van Italië | Serie C2   | 23          | 4          |
| 1996/1997 | → Lumezzane (huur)        | Vlag van Italië | Serie C2   | 23          | 6          |
| 1997/1998 | → Brescello (huur)        | Vlag van Italië | Serie C1   | 21          | 10         |
| 1998/1999 | Piacenza                  | Vlag van Italië | Serie A    | 30          | 15         |
| 1999/2000 | Lazio                     | Vlag van Italië | Serie A    | 22          | 7          |
| 2000/2001 | Lazio                     | Vlag van Italië | Serie A    | 13          | 4          |
| 2001/2002 | Lazio                     | Vlag van Italië | Serie A    | 20          | 5          |
| 2002/2003 | Lazio                     | Vlag van Italië | Serie A    | 18          | 4          |
| 2003/2004 | Lazio                     | Vlag van Italië | Serie A    | 24          | 6          |
| 2004/2005 | Lazio                     | Vlag van Italië | Serie A    | 12          | 1          |
| 2004/2005 | → Sampdoria (huur)        | Vlag van Italië | Serie A    | 5           | 0          |
| 2005/2006 | Lazio                     | Vlag van Italië | Serie A    | 7           | 0          |
| 2006/2007 | Lazio                     | Vlag van Italië | Serie A    | 5           | 0          |
| 2007/2008 | → Atalanta Bergamo (huur) | Vlag van Italië | Serie A    | 19          | 0          |
| 2008/2009 | Lazio                     | Vlag van Italië | Serie A    | 9           | 1          |
| Totaal    | Totaal                    | Totaal          | Totaal     | 263         | 64         |

## Erelijst
Als speler
 Novara
- Serie C2: 1995/96

 Lazio
- Serie A: 1999/00
- Coppa Italia: 1999/00, 2003/04, 2008/09
- Supercoppa Italiana: 2000, 2009
- UEFA Super Cup: 1999

Als trainer
 Lazio
- Coppa Italia: 2018/19
- Supercoppa Italiana: 2017, 2019

 Internazionale
- Serie A: 2023/24
- Coppa Italia: 2021/22, 2022/23
- Supercoppa Italiana: 2021, 2022, 2023